# (3458) Boduognat
(3458) Boduognat es un asteroide perteneciente al cinturón de asteroides, descubierto el 7 de septiembre de 1985 por Henri Debehogne desde el Observatorio de La Silla, Chile.

## Designación y nombre
Designado provisionalmente como 1985 RT3. Fue nombrado Boduognat en honor al jefe galo de los nervios Boduognato.